# King of the Monsters 2: The Next Thing
King of the Monsters 2: The Next Thing est un jeu vidéo de combat développé et édité par SNK en 1992 sur Neo-Geo MVS, Neo-Geo AES (NGM 039), puis sur Super Famicom, Neo-Geo CD et Mega Drive en 1994,,. Le portage sur Mega Drive et Super Nintendo a été réalisé par la société Takara. Il s'agit de la suite du jeu King of the Monsters.

## Système de jeu
King of the Monsters 2: The Next Thing  propose deux systèmes de jeu différents. Le mode histoire qui est un beat them all jouable seul ou en coopération et un mode de jeu de combat en un contre un.
Chaque personnage possède sept mouvements de base. La touche A permet d'effectuer un coup rapide, la touche B envoie un coup plus lent mais plus puissant et la touche C permet de sauter. Il est possible de faire une attaque sautée en appuyant rapidement sur les touches C puis A. Il est également possible d'attraper ses ennemis pour leur faire des coups spéciaux plus puissants avec la touche A et la touche B lorsque l'ennemi est à proximité. Enfin, chaque personnage commence le jeu avec une attaque chargée utilisable en restant appuyé sur la touche A. Il en gagnera une nouvelle par Power up ramassé, jusqu'à un maximum de deux. Une fois un Power Up ramassé l'attaque chargée A change mais il est toujours possible de faire la première en restant appuyé sur la touche B ; lorsque le personnage a récupéré deux Power Up, le système est le même, chaque attaque est décalée d'un bouton.

## Réédition
- Console virtuelle (Japon)

## Série
1. King of the Monsters (1991, Neo-Geo MVS, Neo-Geo AES, Neo-Geo CD, Mega Drive, Super Nintendo)
2. King of the Monsters 2: The Next Thing